# Дунайська тема
Дуна́йська те́ма — тема в шаховій композиції. Суть теми — почергова гра в двох або більше фазах різних механізмів повної чорної пів-зв'язки.

## Історія
Ця ідея була запропонована в середині ХХ століття.
В першій фазі задачі, а це може бути ілюзорна гра або хибний слід, грає механізм однієї пів-зв'язки, в рішенні грає інша пів-зв'язка.
Ця ідея дістала назву дунайська тема. Ця тема може гармонійно синтезуватися з різними темами, в яких є переміна гри, а також з темами, які пов'язані з грою повної пів-зв'язки.
|   | a | b | c | d | e | f | g | h |   |
| 8 | d7 білий кінь · e7 білий ферзь · f7 чорний пішак · h7 білий король · b6 чорний ферзь · e6 чорний слон · f6 чорний пішак · b5 чорний пішак · d5 чорний пішак · e5 чорний слон · c4 чорний пішак · d4 чорний пішак · e4 чорний король · f3 біла тура · g3 білий пішак · h3 білий слон · c2 білий пішак · f2 білий слон · g2 білий пішак | d7 білий кінь · e7 білий ферзь · f7 чорний пішак · h7 білий король · b6 чорний ферзь · e6 чорний слон · f6 чорний пішак · b5 чорний пішак · d5 чорний пішак · e5 чорний слон · c4 чорний пішак · d4 чорний пішак · e4 чорний король · f3 біла тура · g3 білий пішак · h3 білий слон · c2 білий пішак · f2 білий слон · g2 білий пішак | d7 білий кінь · e7 білий ферзь · f7 чорний пішак · h7 білий король · b6 чорний ферзь · e6 чорний слон · f6 чорний пішак · b5 чорний пішак · d5 чорний пішак · e5 чорний слон · c4 чорний пішак · d4 чорний пішак · e4 чорний король · f3 біла тура · g3 білий пішак · h3 білий слон · c2 білий пішак · f2 білий слон · g2 білий пішак | d7 білий кінь · e7 білий ферзь · f7 чорний пішак · h7 білий король · b6 чорний ферзь · e6 чорний слон · f6 чорний пішак · b5 чорний пішак · d5 чорний пішак · e5 чорний слон · c4 чорний пішак · d4 чорний пішак · e4 чорний король · f3 біла тура · g3 білий пішак · h3 білий слон · c2 білий пішак · f2 білий слон · g2 білий пішак | d7 білий кінь · e7 білий ферзь · f7 чорний пішак · h7 білий король · b6 чорний ферзь · e6 чорний слон · f6 чорний пішак · b5 чорний пішак · d5 чорний пішак · e5 чорний слон · c4 чорний пішак · d4 чорний пішак · e4 чорний король · f3 біла тура · g3 білий пішак · h3 білий слон · c2 білий пішак · f2 білий слон · g2 білий пішак | d7 білий кінь · e7 білий ферзь · f7 чорний пішак · h7 білий король · b6 чорний ферзь · e6 чорний слон · f6 чорний пішак · b5 чорний пішак · d5 чорний пішак · e5 чорний слон · c4 чорний пішак · d4 чорний пішак · e4 чорний король · f3 біла тура · g3 білий пішак · h3 білий слон · c2 білий пішак · f2 білий слон · g2 білий пішак | d7 білий кінь · e7 білий ферзь · f7 чорний пішак · h7 білий король · b6 чорний ферзь · e6 чорний слон · f6 чорний пішак · b5 чорний пішак · d5 чорний пішак · e5 чорний слон · c4 чорний пішак · d4 чорний пішак · e4 чорний король · f3 біла тура · g3 білий пішак · h3 білий слон · c2 білий пішак · f2 білий слон · g2 білий пішак | d7 білий кінь · e7 білий ферзь · f7 чорний пішак · h7 білий король · b6 чорний ферзь · e6 чорний слон · f6 чорний пішак · b5 чорний пішак · d5 чорний пішак · e5 чорний слон · c4 чорний пішак · d4 чорний пішак · e4 чорний король · f3 біла тура · g3 білий пішак · h3 білий слон · c2 білий пішак · f2 білий слон · g2 білий пішак | 8 |
| 7 | d7 білий кінь · e7 білий ферзь · f7 чорний пішак · h7 білий король · b6 чорний ферзь · e6 чорний слон · f6 чорний пішак · b5 чорний пішак · d5 чорний пішак · e5 чорний слон · c4 чорний пішак · d4 чорний пішак · e4 чорний король · f3 біла тура · g3 білий пішак · h3 білий слон · c2 білий пішак · f2 білий слон · g2 білий пішак | d7 білий кінь · e7 білий ферзь · f7 чорний пішак · h7 білий король · b6 чорний ферзь · e6 чорний слон · f6 чорний пішак · b5 чорний пішак · d5 чорний пішак · e5 чорний слон · c4 чорний пішак · d4 чорний пішак · e4 чорний король · f3 біла тура · g3 білий пішак · h3 білий слон · c2 білий пішак · f2 білий слон · g2 білий пішак | d7 білий кінь · e7 білий ферзь · f7 чорний пішак · h7 білий король · b6 чорний ферзь · e6 чорний слон · f6 чорний пішак · b5 чорний пішак · d5 чорний пішак · e5 чорний слон · c4 чорний пішак · d4 чорний пішак · e4 чорний король · f3 біла тура · g3 білий пішак · h3 білий слон · c2 білий пішак · f2 білий слон · g2 білий пішак | d7 білий кінь · e7 білий ферзь · f7 чорний пішак · h7 білий король · b6 чорний ферзь · e6 чорний слон · f6 чорний пішак · b5 чорний пішак · d5 чорний пішак · e5 чорний слон · c4 чорний пішак · d4 чорний пішак · e4 чорний король · f3 біла тура · g3 білий пішак · h3 білий слон · c2 білий пішак · f2 білий слон · g2 білий пішак | d7 білий кінь · e7 білий ферзь · f7 чорний пішак · h7 білий король · b6 чорний ферзь · e6 чорний слон · f6 чорний пішак · b5 чорний пішак · d5 чорний пішак · e5 чорний слон · c4 чорний пішак · d4 чорний пішак · e4 чорний король · f3 біла тура · g3 білий пішак · h3 білий слон · c2 білий пішак · f2 білий слон · g2 білий пішак | d7 білий кінь · e7 білий ферзь · f7 чорний пішак · h7 білий король · b6 чорний ферзь · e6 чорний слон · f6 чорний пішак · b5 чорний пішак · d5 чорний пішак · e5 чорний слон · c4 чорний пішак · d4 чорний пішак · e4 чорний король · f3 біла тура · g3 білий пішак · h3 білий слон · c2 білий пішак · f2 білий слон · g2 білий пішак | d7 білий кінь · e7 білий ферзь · f7 чорний пішак · h7 білий король · b6 чорний ферзь · e6 чорний слон · f6 чорний пішак · b5 чорний пішак · d5 чорний пішак · e5 чорний слон · c4 чорний пішак · d4 чорний пішак · e4 чорний король · f3 біла тура · g3 білий пішак · h3 білий слон · c2 білий пішак · f2 білий слон · g2 білий пішак | d7 білий кінь · e7 білий ферзь · f7 чорний пішак · h7 білий король · b6 чорний ферзь · e6 чорний слон · f6 чорний пішак · b5 чорний пішак · d5 чорний пішак · e5 чорний слон · c4 чорний пішак · d4 чорний пішак · e4 чорний король · f3 біла тура · g3 білий пішак · h3 білий слон · c2 білий пішак · f2 білий слон · g2 білий пішак | 7 |
| 6 | d7 білий кінь · e7 білий ферзь · f7 чорний пішак · h7 білий король · b6 чорний ферзь · e6 чорний слон · f6 чорний пішак · b5 чорний пішак · d5 чорний пішак · e5 чорний слон · c4 чорний пішак · d4 чорний пішак · e4 чорний король · f3 біла тура · g3 білий пішак · h3 білий слон · c2 білий пішак · f2 білий слон · g2 білий пішак | d7 білий кінь · e7 білий ферзь · f7 чорний пішак · h7 білий король · b6 чорний ферзь · e6 чорний слон · f6 чорний пішак · b5 чорний пішак · d5 чорний пішак · e5 чорний слон · c4 чорний пішак · d4 чорний пішак · e4 чорний король · f3 біла тура · g3 білий пішак · h3 білий слон · c2 білий пішак · f2 білий слон · g2 білий пішак | d7 білий кінь · e7 білий ферзь · f7 чорний пішак · h7 білий король · b6 чорний ферзь · e6 чорний слон · f6 чорний пішак · b5 чорний пішак · d5 чорний пішак · e5 чорний слон · c4 чорний пішак · d4 чорний пішак · e4 чорний король · f3 біла тура · g3 білий пішак · h3 білий слон · c2 білий пішак · f2 білий слон · g2 білий пішак | d7 білий кінь · e7 білий ферзь · f7 чорний пішак · h7 білий король · b6 чорний ферзь · e6 чорний слон · f6 чорний пішак · b5 чорний пішак · d5 чорний пішак · e5 чорний слон · c4 чорний пішак · d4 чорний пішак · e4 чорний король · f3 біла тура · g3 білий пішак · h3 білий слон · c2 білий пішак · f2 білий слон · g2 білий пішак | d7 білий кінь · e7 білий ферзь · f7 чорний пішак · h7 білий король · b6 чорний ферзь · e6 чорний слон · f6 чорний пішак · b5 чорний пішак · d5 чорний пішак · e5 чорний слон · c4 чорний пішак · d4 чорний пішак · e4 чорний король · f3 біла тура · g3 білий пішак · h3 білий слон · c2 білий пішак · f2 білий слон · g2 білий пішак | d7 білий кінь · e7 білий ферзь · f7 чорний пішак · h7 білий король · b6 чорний ферзь · e6 чорний слон · f6 чорний пішак · b5 чорний пішак · d5 чорний пішак · e5 чорний слон · c4 чорний пішак · d4 чорний пішак · e4 чорний король · f3 біла тура · g3 білий пішак · h3 білий слон · c2 білий пішак · f2 білий слон · g2 білий пішак | d7 білий кінь · e7 білий ферзь · f7 чорний пішак · h7 білий король · b6 чорний ферзь · e6 чорний слон · f6 чорний пішак · b5 чорний пішак · d5 чорний пішак · e5 чорний слон · c4 чорний пішак · d4 чорний пішак · e4 чорний король · f3 біла тура · g3 білий пішак · h3 білий слон · c2 білий пішак · f2 білий слон · g2 білий пішак | d7 білий кінь · e7 білий ферзь · f7 чорний пішак · h7 білий король · b6 чорний ферзь · e6 чорний слон · f6 чорний пішак · b5 чорний пішак · d5 чорний пішак · e5 чорний слон · c4 чорний пішак · d4 чорний пішак · e4 чорний король · f3 біла тура · g3 білий пішак · h3 білий слон · c2 білий пішак · f2 білий слон · g2 білий пішак | 6 |
| 5 | d7 білий кінь · e7 білий ферзь · f7 чорний пішак · h7 білий король · b6 чорний ферзь · e6 чорний слон · f6 чорний пішак · b5 чорний пішак · d5 чорний пішак · e5 чорний слон · c4 чорний пішак · d4 чорний пішак · e4 чорний король · f3 біла тура · g3 білий пішак · h3 білий слон · c2 білий пішак · f2 білий слон · g2 білий пішак | d7 білий кінь · e7 білий ферзь · f7 чорний пішак · h7 білий король · b6 чорний ферзь · e6 чорний слон · f6 чорний пішак · b5 чорний пішак · d5 чорний пішак · e5 чорний слон · c4 чорний пішак · d4 чорний пішак · e4 чорний король · f3 біла тура · g3 білий пішак · h3 білий слон · c2 білий пішак · f2 білий слон · g2 білий пішак | d7 білий кінь · e7 білий ферзь · f7 чорний пішак · h7 білий король · b6 чорний ферзь · e6 чорний слон · f6 чорний пішак · b5 чорний пішак · d5 чорний пішак · e5 чорний слон · c4 чорний пішак · d4 чорний пішак · e4 чорний король · f3 біла тура · g3 білий пішак · h3 білий слон · c2 білий пішак · f2 білий слон · g2 білий пішак | d7 білий кінь · e7 білий ферзь · f7 чорний пішак · h7 білий король · b6 чорний ферзь · e6 чорний слон · f6 чорний пішак · b5 чорний пішак · d5 чорний пішак · e5 чорний слон · c4 чорний пішак · d4 чорний пішак · e4 чорний король · f3 біла тура · g3 білий пішак · h3 білий слон · c2 білий пішак · f2 білий слон · g2 білий пішак | d7 білий кінь · e7 білий ферзь · f7 чорний пішак · h7 білий король · b6 чорний ферзь · e6 чорний слон · f6 чорний пішак · b5 чорний пішак · d5 чорний пішак · e5 чорний слон · c4 чорний пішак · d4 чорний пішак · e4 чорний король · f3 біла тура · g3 білий пішак · h3 білий слон · c2 білий пішак · f2 білий слон · g2 білий пішак | d7 білий кінь · e7 білий ферзь · f7 чорний пішак · h7 білий король · b6 чорний ферзь · e6 чорний слон · f6 чорний пішак · b5 чорний пішак · d5 чорний пішак · e5 чорний слон · c4 чорний пішак · d4 чорний пішак · e4 чорний король · f3 біла тура · g3 білий пішак · h3 білий слон · c2 білий пішак · f2 білий слон · g2 білий пішак | d7 білий кінь · e7 білий ферзь · f7 чорний пішак · h7 білий король · b6 чорний ферзь · e6 чорний слон · f6 чорний пішак · b5 чорний пішак · d5 чорний пішак · e5 чорний слон · c4 чорний пішак · d4 чорний пішак · e4 чорний король · f3 біла тура · g3 білий пішак · h3 білий слон · c2 білий пішак · f2 білий слон · g2 білий пішак | d7 білий кінь · e7 білий ферзь · f7 чорний пішак · h7 білий король · b6 чорний ферзь · e6 чорний слон · f6 чорний пішак · b5 чорний пішак · d5 чорний пішак · e5 чорний слон · c4 чорний пішак · d4 чорний пішак · e4 чорний король · f3 біла тура · g3 білий пішак · h3 білий слон · c2 білий пішак · f2 білий слон · g2 білий пішак | 5 |
| 4 | d7 білий кінь · e7 білий ферзь · f7 чорний пішак · h7 білий король · b6 чорний ферзь · e6 чорний слон · f6 чорний пішак · b5 чорний пішак · d5 чорний пішак · e5 чорний слон · c4 чорний пішак · d4 чорний пішак · e4 чорний король · f3 біла тура · g3 білий пішак · h3 білий слон · c2 білий пішак · f2 білий слон · g2 білий пішак | d7 білий кінь · e7 білий ферзь · f7 чорний пішак · h7 білий король · b6 чорний ферзь · e6 чорний слон · f6 чорний пішак · b5 чорний пішак · d5 чорний пішак · e5 чорний слон · c4 чорний пішак · d4 чорний пішак · e4 чорний король · f3 біла тура · g3 білий пішак · h3 білий слон · c2 білий пішак · f2 білий слон · g2 білий пішак | d7 білий кінь · e7 білий ферзь · f7 чорний пішак · h7 білий король · b6 чорний ферзь · e6 чорний слон · f6 чорний пішак · b5 чорний пішак · d5 чорний пішак · e5 чорний слон · c4 чорний пішак · d4 чорний пішак · e4 чорний король · f3 біла тура · g3 білий пішак · h3 білий слон · c2 білий пішак · f2 білий слон · g2 білий пішак | d7 білий кінь · e7 білий ферзь · f7 чорний пішак · h7 білий король · b6 чорний ферзь · e6 чорний слон · f6 чорний пішак · b5 чорний пішак · d5 чорний пішак · e5 чорний слон · c4 чорний пішак · d4 чорний пішак · e4 чорний король · f3 біла тура · g3 білий пішак · h3 білий слон · c2 білий пішак · f2 білий слон · g2 білий пішак | d7 білий кінь · e7 білий ферзь · f7 чорний пішак · h7 білий король · b6 чорний ферзь · e6 чорний слон · f6 чорний пішак · b5 чорний пішак · d5 чорний пішак · e5 чорний слон · c4 чорний пішак · d4 чорний пішак · e4 чорний король · f3 біла тура · g3 білий пішак · h3 білий слон · c2 білий пішак · f2 білий слон · g2 білий пішак | d7 білий кінь · e7 білий ферзь · f7 чорний пішак · h7 білий король · b6 чорний ферзь · e6 чорний слон · f6 чорний пішак · b5 чорний пішак · d5 чорний пішак · e5 чорний слон · c4 чорний пішак · d4 чорний пішак · e4 чорний король · f3 біла тура · g3 білий пішак · h3 білий слон · c2 білий пішак · f2 білий слон · g2 білий пішак | d7 білий кінь · e7 білий ферзь · f7 чорний пішак · h7 білий король · b6 чорний ферзь · e6 чорний слон · f6 чорний пішак · b5 чорний пішак · d5 чорний пішак · e5 чорний слон · c4 чорний пішак · d4 чорний пішак · e4 чорний король · f3 біла тура · g3 білий пішак · h3 білий слон · c2 білий пішак · f2 білий слон · g2 білий пішак | d7 білий кінь · e7 білий ферзь · f7 чорний пішак · h7 білий король · b6 чорний ферзь · e6 чорний слон · f6 чорний пішак · b5 чорний пішак · d5 чорний пішак · e5 чорний слон · c4 чорний пішак · d4 чорний пішак · e4 чорний король · f3 біла тура · g3 білий пішак · h3 білий слон · c2 білий пішак · f2 білий слон · g2 білий пішак | 4 |
| 3 | d7 білий кінь · e7 білий ферзь · f7 чорний пішак · h7 білий король · b6 чорний ферзь · e6 чорний слон · f6 чорний пішак · b5 чорний пішак · d5 чорний пішак · e5 чорний слон · c4 чорний пішак · d4 чорний пішак · e4 чорний король · f3 біла тура · g3 білий пішак · h3 білий слон · c2 білий пішак · f2 білий слон · g2 білий пішак | d7 білий кінь · e7 білий ферзь · f7 чорний пішак · h7 білий король · b6 чорний ферзь · e6 чорний слон · f6 чорний пішак · b5 чорний пішак · d5 чорний пішак · e5 чорний слон · c4 чорний пішак · d4 чорний пішак · e4 чорний король · f3 біла тура · g3 білий пішак · h3 білий слон · c2 білий пішак · f2 білий слон · g2 білий пішак | d7 білий кінь · e7 білий ферзь · f7 чорний пішак · h7 білий король · b6 чорний ферзь · e6 чорний слон · f6 чорний пішак · b5 чорний пішак · d5 чорний пішак · e5 чорний слон · c4 чорний пішак · d4 чорний пішак · e4 чорний король · f3 біла тура · g3 білий пішак · h3 білий слон · c2 білий пішак · f2 білий слон · g2 білий пішак | d7 білий кінь · e7 білий ферзь · f7 чорний пішак · h7 білий король · b6 чорний ферзь · e6 чорний слон · f6 чорний пішак · b5 чорний пішак · d5 чорний пішак · e5 чорний слон · c4 чорний пішак · d4 чорний пішак · e4 чорний король · f3 біла тура · g3 білий пішак · h3 білий слон · c2 білий пішак · f2 білий слон · g2 білий пішак | d7 білий кінь · e7 білий ферзь · f7 чорний пішак · h7 білий король · b6 чорний ферзь · e6 чорний слон · f6 чорний пішак · b5 чорний пішак · d5 чорний пішак · e5 чорний слон · c4 чорний пішак · d4 чорний пішак · e4 чорний король · f3 біла тура · g3 білий пішак · h3 білий слон · c2 білий пішак · f2 білий слон · g2 білий пішак | d7 білий кінь · e7 білий ферзь · f7 чорний пішак · h7 білий король · b6 чорний ферзь · e6 чорний слон · f6 чорний пішак · b5 чорний пішак · d5 чорний пішак · e5 чорний слон · c4 чорний пішак · d4 чорний пішак · e4 чорний король · f3 біла тура · g3 білий пішак · h3 білий слон · c2 білий пішак · f2 білий слон · g2 білий пішак | d7 білий кінь · e7 білий ферзь · f7 чорний пішак · h7 білий король · b6 чорний ферзь · e6 чорний слон · f6 чорний пішак · b5 чорний пішак · d5 чорний пішак · e5 чорний слон · c4 чорний пішак · d4 чорний пішак · e4 чорний король · f3 біла тура · g3 білий пішак · h3 білий слон · c2 білий пішак · f2 білий слон · g2 білий пішак | d7 білий кінь · e7 білий ферзь · f7 чорний пішак · h7 білий король · b6 чорний ферзь · e6 чорний слон · f6 чорний пішак · b5 чорний пішак · d5 чорний пішак · e5 чорний слон · c4 чорний пішак · d4 чорний пішак · e4 чорний король · f3 біла тура · g3 білий пішак · h3 білий слон · c2 білий пішак · f2 білий слон · g2 білий пішак | 3 |
| 2 | d7 білий кінь · e7 білий ферзь · f7 чорний пішак · h7 білий король · b6 чорний ферзь · e6 чорний слон · f6 чорний пішак · b5 чорний пішак · d5 чорний пішак · e5 чорний слон · c4 чорний пішак · d4 чорний пішак · e4 чорний король · f3 біла тура · g3 білий пішак · h3 білий слон · c2 білий пішак · f2 білий слон · g2 білий пішак | d7 білий кінь · e7 білий ферзь · f7 чорний пішак · h7 білий король · b6 чорний ферзь · e6 чорний слон · f6 чорний пішак · b5 чорний пішак · d5 чорний пішак · e5 чорний слон · c4 чорний пішак · d4 чорний пішак · e4 чорний король · f3 біла тура · g3 білий пішак · h3 білий слон · c2 білий пішак · f2 білий слон · g2 білий пішак | d7 білий кінь · e7 білий ферзь · f7 чорний пішак · h7 білий король · b6 чорний ферзь · e6 чорний слон · f6 чорний пішак · b5 чорний пішак · d5 чорний пішак · e5 чорний слон · c4 чорний пішак · d4 чорний пішак · e4 чорний король · f3 біла тура · g3 білий пішак · h3 білий слон · c2 білий пішак · f2 білий слон · g2 білий пішак | d7 білий кінь · e7 білий ферзь · f7 чорний пішак · h7 білий король · b6 чорний ферзь · e6 чорний слон · f6 чорний пішак · b5 чорний пішак · d5 чорний пішак · e5 чорний слон · c4 чорний пішак · d4 чорний пішак · e4 чорний король · f3 біла тура · g3 білий пішак · h3 білий слон · c2 білий пішак · f2 білий слон · g2 білий пішак | d7 білий кінь · e7 білий ферзь · f7 чорний пішак · h7 білий король · b6 чорний ферзь · e6 чорний слон · f6 чорний пішак · b5 чорний пішак · d5 чорний пішак · e5 чорний слон · c4 чорний пішак · d4 чорний пішак · e4 чорний король · f3 біла тура · g3 білий пішак · h3 білий слон · c2 білий пішак · f2 білий слон · g2 білий пішак | d7 білий кінь · e7 білий ферзь · f7 чорний пішак · h7 білий король · b6 чорний ферзь · e6 чорний слон · f6 чорний пішак · b5 чорний пішак · d5 чорний пішак · e5 чорний слон · c4 чорний пішак · d4 чорний пішак · e4 чорний король · f3 біла тура · g3 білий пішак · h3 білий слон · c2 білий пішак · f2 білий слон · g2 білий пішак | d7 білий кінь · e7 білий ферзь · f7 чорний пішак · h7 білий король · b6 чорний ферзь · e6 чорний слон · f6 чорний пішак · b5 чорний пішак · d5 чорний пішак · e5 чорний слон · c4 чорний пішак · d4 чорний пішак · e4 чорний король · f3 біла тура · g3 білий пішак · h3 білий слон · c2 білий пішак · f2 білий слон · g2 білий пішак | d7 білий кінь · e7 білий ферзь · f7 чорний пішак · h7 білий король · b6 чорний ферзь · e6 чорний слон · f6 чорний пішак · b5 чорний пішак · d5 чорний пішак · e5 чорний слон · c4 чорний пішак · d4 чорний пішак · e4 чорний король · f3 біла тура · g3 білий пішак · h3 білий слон · c2 білий пішак · f2 білий слон · g2 білий пішак | 2 |
| 1 | d7 білий кінь · e7 білий ферзь · f7 чорний пішак · h7 білий король · b6 чорний ферзь · e6 чорний слон · f6 чорний пішак · b5 чорний пішак · d5 чорний пішак · e5 чорний слон · c4 чорний пішак · d4 чорний пішак · e4 чорний король · f3 біла тура · g3 білий пішак · h3 білий слон · c2 білий пішак · f2 білий слон · g2 білий пішак | d7 білий кінь · e7 білий ферзь · f7 чорний пішак · h7 білий король · b6 чорний ферзь · e6 чорний слон · f6 чорний пішак · b5 чорний пішак · d5 чорний пішак · e5 чорний слон · c4 чорний пішак · d4 чорний пішак · e4 чорний король · f3 біла тура · g3 білий пішак · h3 білий слон · c2 білий пішак · f2 білий слон · g2 білий пішак | d7 білий кінь · e7 білий ферзь · f7 чорний пішак · h7 білий король · b6 чорний ферзь · e6 чорний слон · f6 чорний пішак · b5 чорний пішак · d5 чорний пішак · e5 чорний слон · c4 чорний пішак · d4 чорний пішак · e4 чорний король · f3 біла тура · g3 білий пішак · h3 білий слон · c2 білий пішак · f2 білий слон · g2 білий пішак | d7 білий кінь · e7 білий ферзь · f7 чорний пішак · h7 білий король · b6 чорний ферзь · e6 чорний слон · f6 чорний пішак · b5 чорний пішак · d5 чорний пішак · e5 чорний слон · c4 чорний пішак · d4 чорний пішак · e4 чорний король · f3 біла тура · g3 білий пішак · h3 білий слон · c2 білий пішак · f2 білий слон · g2 білий пішак | d7 білий кінь · e7 білий ферзь · f7 чорний пішак · h7 білий король · b6 чорний ферзь · e6 чорний слон · f6 чорний пішак · b5 чорний пішак · d5 чорний пішак · e5 чорний слон · c4 чорний пішак · d4 чорний пішак · e4 чорний король · f3 біла тура · g3 білий пішак · h3 білий слон · c2 білий пішак · f2 білий слон · g2 білий пішак | d7 білий кінь · e7 білий ферзь · f7 чорний пішак · h7 білий король · b6 чорний ферзь · e6 чорний слон · f6 чорний пішак · b5 чорний пішак · d5 чорний пішак · e5 чорний слон · c4 чорний пішак · d4 чорний пішак · e4 чорний король · f3 біла тура · g3 білий пішак · h3 білий слон · c2 білий пішак · f2 білий слон · g2 білий пішак | d7 білий кінь · e7 білий ферзь · f7 чорний пішак · h7 білий король · b6 чорний ферзь · e6 чорний слон · f6 чорний пішак · b5 чорний пішак · d5 чорний пішак · e5 чорний слон · c4 чорний пішак · d4 чорний пішак · e4 чорний король · f3 біла тура · g3 білий пішак · h3 білий слон · c2 білий пішак · f2 білий слон · g2 білий пішак | d7 білий кінь · e7 білий ферзь · f7 чорний пішак · h7 білий король · b6 чорний ферзь · e6 чорний слон · f6 чорний пішак · b5 чорний пішак · d5 чорний пішак · e5 чорний слон · c4 чорний пішак · d4 чорний пішак · e4 чорний король · f3 біла тура · g3 білий пішак · h3 білий слон · c2 білий пішак · f2 білий слон · g2 білий пішак | 1 |
|   | a | b | c | d | e | f | g | h |   |

1. ... L:g3 2. Lf5#
1. ... L:h3     2. Tf4#
1. Db4! ~ 2. De1#
1. ... c3 2. Te3 #
1. ... d3 2. cd#